# André L'Homme
André L’homme (11 augustus 1934 - Landen, 4 december 2011) Sint Truiden was een Belgisch lokaal politicus en auteur van geschiedkundige werken.
André L'homme volgde middelbaar onderwijs aan de rijksmiddelbare school Landen en nadien aan het koninklijk atheneum Tienen.

## Politieke Loopbaan
Hiij was:
- Secretaris Jeunes Gardes Socialistes Huy-Waremme van 1953 tot 1954.
- Kantonaal secretaris Jong-socialisten Landen van 1954 tot 1964.
- Secretaris BSP afdeling Landen van 1956 tot 1964.
- Bibliothecaris bibliotheek Jos Wauters te Landen van 1958 tot 1962.
- Kabinetsmedewerker minister Edmond Leburton op Volksgezondheid op 02 mei 1954, nadien op het kabinet van Edmond Leburton als Eerste Minister.
- Medewerker van verschillende socialistische ministers: Jean-Joseph Merlot, Georges Bohy, Lucien Harmegnies, Guy Mathot (Binnenlandse Zaken), Philippe Moureaux.
- Kabinetsattaché van minister Roger Dewulf, kabinetsattaché en kabinetsadviseur van minister Marc Galle, kabinetssecretaris van minister Philippe Busquin.

Beëindigt administratieve loopbaan als e.a. inspecteur B.M.I.
Hij was gemeenteraadslid en eerste schepen van Landen (1964-1967, 1977-1982) en burgemeester van 1967 tot 1976 (met volstrekte socialistische meerderheid). 
Onder zijn burgemeesterschap verkreeg Landen het grote sportterrein met atletiekpiste, een zwembad, een sporthal, een woorzorgcentrum, een kinderkribbe en diverse wijken.
Nadien was hij fractievoorzitter voor de SP-afdeling in de gemeenteraad van 1983 tot 1996. Hij was tevens raadslid (ononderbroken van 1978 tot 1994) van de Provinciale raad van Brabant. Van 1995 tot 2000 was hij sp.a-fractievoorzitter in de Provinciale raad van Vlaams-Brabant. In 2006 was hij medeoprichter van de Landense partij SPiL (Samen Positief in Landen). L'homme constateerde dat de sp.a zowel nationaal als gemeentelijk, afstand had genomen van haar fundamentele sociale en democratische waarden. In 2006 werd hij nogmaals verkozen als gemeenteraadslid maar nam hij zijn mandaat niet op. In 2011 stemde hij in met het samengaan van SPiL met Wakker Landen. Deze twee partijen vormden sindsdien samen de stadspartij 'LANDEN'.
L'homme was als heemkundige geïnteresseerd in de geschiedenis van Landen en omstreken en schreef verschillende bijdragen en boeken. Hij publiceerde 2 boeken: “ De Slag van Neerwinden van 18 maart 1793”, Aqua Fortis, Tienen, 2003 en “Het Kanton Landen in tijden van Onrust, 1789-1815”, Gijsemberg, 2006.